# Grand Prix E3 2005
Le Grand Prix E3 2005 est la 48e édition de cette course cycliste masculine sur route. Il a lieu le 26 mars 2005 en Belgique. Elle a été remportée par le tenant du titre le Belge Tom Boonen (Quick Step-Innergetic) devant l'Allemand Andreas Klier (T-Mobile) et un autre Belge, Peter Van Petegem (Davitamon-Lotto).

## Présentation

### Équipes
Vingt-trois équipes participent à la course : 11 faisant partie des ProTeams, la première division mondiale, 10 sont des équipes continentales professionnelles, la seconde division mondiale et deux font partie de la troisième division, les équipes continentales.
| ProTeams (11)- Bouygues Télécom - Cofidis-Le Crédit par Téléphone - Crédit Agricole - CSC - Davitamon-Lotto - Discovery Channel - Domina Vacanze-De Nardi - La Française des jeux - Quick Step-Innergetic - Rabobank - T-Mobile Équipes continentales professionnelles (10)- Acqua & Sapone-Adria Mobil - AG2R Prévoyance - Chocolade Jacques-T-Interim - Intel-Action - Landbouwkrediet-Colnago - MrBookmaker-Sports Tech - RAGT Semences - Shimano-Memory Corp - Barloworld-Valsir - Wiesenhof Équipes continentales (2)- Ed System-ZVVZ - Flanders |
| |

## Classements

### Classement final
| \| Classement général \| Classement général \| Classement général \| Classement général \| Classement général \| \| Coureur \| Coureur \| Pays \| Équipe \| Temps \| \| ------------------ \| ------------------ \| ------------------ \| ------------------------------- \| ------------------ \| \| 1er \| Tom Boonen \| Belgique \| Quick Step-Innergetic \| 4 h 42 min 54 s \| \| 2e \| Andreas Klier \| Allemagne \| T-Mobile \| + 0 s \| \| 3e \| Peter Van Petegem \| Belgique \| Davitamon-Lotto \| + 13 s \| \| 4e \| David Kopp \| Allemagne \| Wiesenhof \| + 17 s \| \| 5e \| Nico Mattan \| Belgique \| Davitamon-Lotto \| + 17 s \| \| 6e \| Steffen Wesemann \| Allemagne \| T-Mobile \| + 22 s \| \| 7e \| Erik Dekker \| Pays-Bas \| Rabobank \| + 33 s \| \| 8e \| Jeremy Hunt \| Royaume-Uni \| Mr Bookmaker.com-SportsTech \| + 2 min 50 s \| \| 9e \| Eric Baumann \| Allemagne \| T-Mobile \| + 2 min 50 s \| \| 10e \| Lars Michaelsen \| Danemark \| CSC \| + 2 min 50 s \| \| 11e \| Stuart O'Grady \| Australie \| Cofidis-Le Crédit par Téléphone \| + 2 min 50 s \| \| 12e \| Aart Vierhouten \| Pays-Bas \| Davitamon-Lotto \| + 2 min 50 s \| \| 13e \| Steven de Jongh \| Pays-Bas \| Rabobank \| + 2 min 50 s \| \| 14e \| Stefan Schumacher \| Allemagne \| Shimano-Memory Corp \| + 2 min 50 s \| \| 15e \| Tomas Vaitkus \| Lituanie \| AG2R Prévoyance \| + 2 min 50 s \| \| 16e \| Bernhard Eisel \| Autriche \| La Française des jeux \| + 2 min 50 s \| \| 17e \| Anthony Geslin \| France \| Bouygues Telecom \| + 2 min 50 s \| \| 18e \| Michal Přecechtěl \| Tchéquie \| Ed System-ZVVZ \| + 2 min 50 s \| \| 19e \| Sergueï Ivanov \| Russie \| T-Mobile \| + 2 min 50 s \| \| 20e \| Christophe Mengin \| France \| La Française des jeux \| + 2 min 50 s \| |                   |             |                                 |                 |
| |                   |             |                                 |                 |
| Source : ProCyclingStats |                   |             |                                 |                 |
| Classement général |                   |             |                                 |                 |
| Coureur | Coureur           | Pays        | Équipe                          | Temps           |
| 1er | Tom Boonen        | Belgique    | Quick Step-Innergetic           | 4 h 42 min 54 s |
| 2e | Andreas Klier     | Allemagne   | T-Mobile                        | + 0 s           |
| 3e | Peter Van Petegem | Belgique    | Davitamon-Lotto                 | + 13 s          |
| 4e | David Kopp        | Allemagne   | Wiesenhof                       | + 17 s          |
| 5e | Nico Mattan       | Belgique    | Davitamon-Lotto                 | + 17 s          |
| 6e | Steffen Wesemann  | Allemagne   | T-Mobile                        | + 22 s          |
| 7e | Erik Dekker       | Pays-Bas    | Rabobank                        | + 33 s          |
| 8e | Jeremy Hunt       | Royaume-Uni | Mr Bookmaker.com-SportsTech     | + 2 min 50 s    |
| 9e | Eric Baumann      | Allemagne   | T-Mobile                        | + 2 min 50 s    |
| 10e | Lars Michaelsen   | Danemark    | CSC                             | + 2 min 50 s    |
| 11e | Stuart O'Grady    | Australie   | Cofidis-Le Crédit par Téléphone | + 2 min 50 s    |
| 12e | Aart Vierhouten   | Pays-Bas    | Davitamon-Lotto                 | + 2 min 50 s    |
| 13e | Steven de Jongh   | Pays-Bas    | Rabobank                        | + 2 min 50 s    |
| 14e | Stefan Schumacher | Allemagne   | Shimano-Memory Corp             | + 2 min 50 s    |
| 15e | Tomas Vaitkus     | Lituanie    | AG2R Prévoyance                 | + 2 min 50 s    |
| 16e | Bernhard Eisel    | Autriche    | La Française des jeux           | + 2 min 50 s    |
| 17e | Anthony Geslin    | France      | Bouygues Telecom                | + 2 min 50 s    |
| 18e | Michal Přecechtěl | Tchéquie    | Ed System-ZVVZ                  | + 2 min 50 s    |
| 19e | Sergueï Ivanov    | Russie      | T-Mobile                        | + 2 min 50 s    |
| 20e | Christophe Mengin | France      | La Française des jeux           | + 2 min 50 s    |

## Liste des participants
| Légende | Légende                                                                    | Légende | Légende                                                    |
| ------- | -------------------------------------------------------------------------- | ------- | ---------------------------------------------------------- |
| Num     | Dossard de départ porté par le coureur sur ce Grand Prix E3                | Pos     | Position à l'arrivée de la course                          |
|         | Indique un maillot de champion national ou mondial, suivi de sa spécialité | NP      | Indique un coureur qui n'a pas pris le départ de la course |
| AB      | Indique un coureur qui n'a pas terminé la course                           | HD      | Indique un coureur qui a terminé la course hors des délais |